# غورغي وودز
غورغي وودز (بالإنجليزية: Georgie Woods)‏ هو مقدم برامج إذاعية أمريكي، ولد في 1927، وتوفي في 18 يونيو 2005.

## وصلات خارجية
- غورغي وودز على موقع ميوزك برينز (الإنجليزية)
- غورغي وودز على موقع ديسكوغز (الإنجليزية)
- غورغي وودز على موقع ديسكوغز (الإنجليزية)